# أوبري دوكينز
أوبري لافيل دوكينز (من مواليد 8 مايو 1995) هو لاعب كرة سلة أمريكي محترف لعب آخر مرة مع فريق فروتي إكسترا بورصة سبور التابع لدوري كرة السلة التركي الممتاز (بي إس إل). لعب كرة سلة جامعية لفريق فرسان يو سي إف . انتقل إلى يو سي إف بعد أن أكمل موسمه الثاني في 2015–16 ميشيغان ولفرينز . هو نجل جوني دوكينز الذي أصبح مدرب يو سي إف بعد موسم كرة السلة للرجال 2015–16 الرابطة الوطنية لرياضة الجامعات القسم الأول . نشأ دوكينز في ولاية كارولينا الشمالية حتى أمضى سنوات دراسته الثانوية في شمال كاليفورنيا في مدرسة سانت فرانسيس الثانوية ومدرسة بالو ألتو الثانوية وسنة الدراسات العليا في نيو إنجلاند في نيو هامبتون الإعدادية . بصفته طالبًا جامعيًا جديدًا لفريق ولفرينز 2014–15 ، بدأ الموسم على مقاعد البدلاء، لكنه أصبح أساسيًا عندما أصابت الإصابات الفريق في يناير 2015. في دوره الأكثر بروزًا في وقت لاحق من الموسم، قاد دوكينز مؤتمر العشرة الكبار 2014–15 في نسبة الأهداف الميدانية الفعالة ونسبة التسديد الحقيقية أثناء اللعب الجماعي.